# 塞朗 (热尔省)
塞朗（法語：Céran，法語發音：[seʁɑ̃]）是法国热尔省的一个市镇，位于该省东北部，属于孔东区和热尔洛马涅市镇公共社区。

## 地理
塞朗（43°49'2"N, 0°41'15"E）面积10.74 平方千米，位于法国奧克西塔尼大區热尔省，该省份为法国西南部内陆省份，北起顺时针与洛特-加龙省、塔恩-加龙省、上加龙省、上比利牛斯省、大西洋比利牛斯省和朗德省接壤。
与塞朗接壤的市镇（或旧市镇、城区）包括：布吕尼昂斯、弗勒朗斯、古茨、拉拉讷、皮斯。
塞朗的时区为UTC+01:00、UTC+02:00（夏令时）。

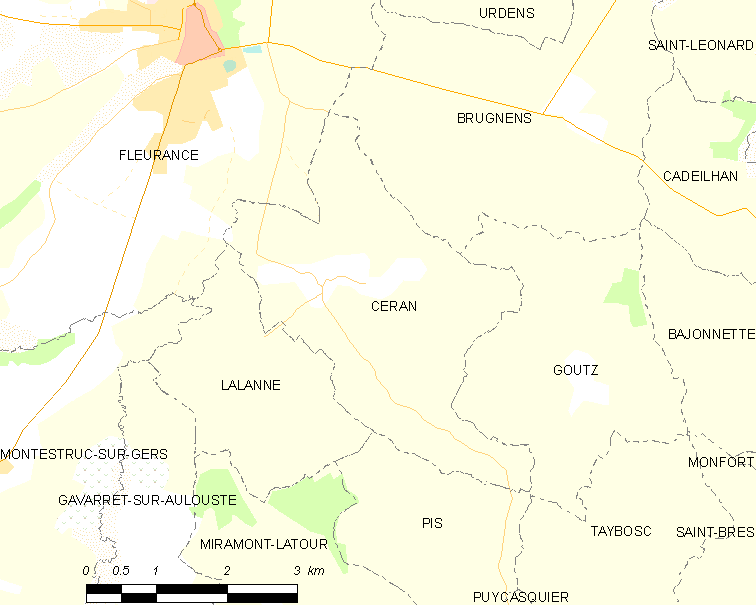
塞朗的OSM定位图

## 行政
塞朗的邮政编码为32500，INSEE市镇编码为32101。

## 政治
塞朗所属的省级选区为弗勒朗斯-洛马涅县。

## 交通
热尔省省道D105线、D241线和D251线等经过境内。

## 人口

1962-2008年间塞朗人口变化图示

塞朗于2022年1月1日时的人口数量为229人。